# 主イエスの変容

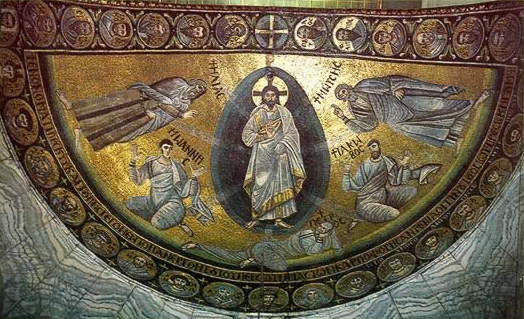
シナイ半島にある正教会の修道院：聖カタリナ修道院にある、主の顕栄祭のモザイクイコン。光り輝くイイスス・ハリストス（イエス・キリスト）のほか、二人の預言者、三人の弟子達が描かれている。

主イエスの変容（しゅイエスのへんよう、英：Transfiguration of Jesus）は、福音書に記述された、イエス・キリストが高い山に弟子たち（ペトロ、ヨハネ、ヤコブ）を伴い、旧約の預言者であるモーセとエリヤと語り合いながら白く光り輝く姿を弟子たちに示したと聖書に記された出来事をいう（マタイによる福音書17章1節 - 9節、マルコによる福音書9章2節 - 8節、ルカによる福音書9章28節 - 36節）。

## 概要

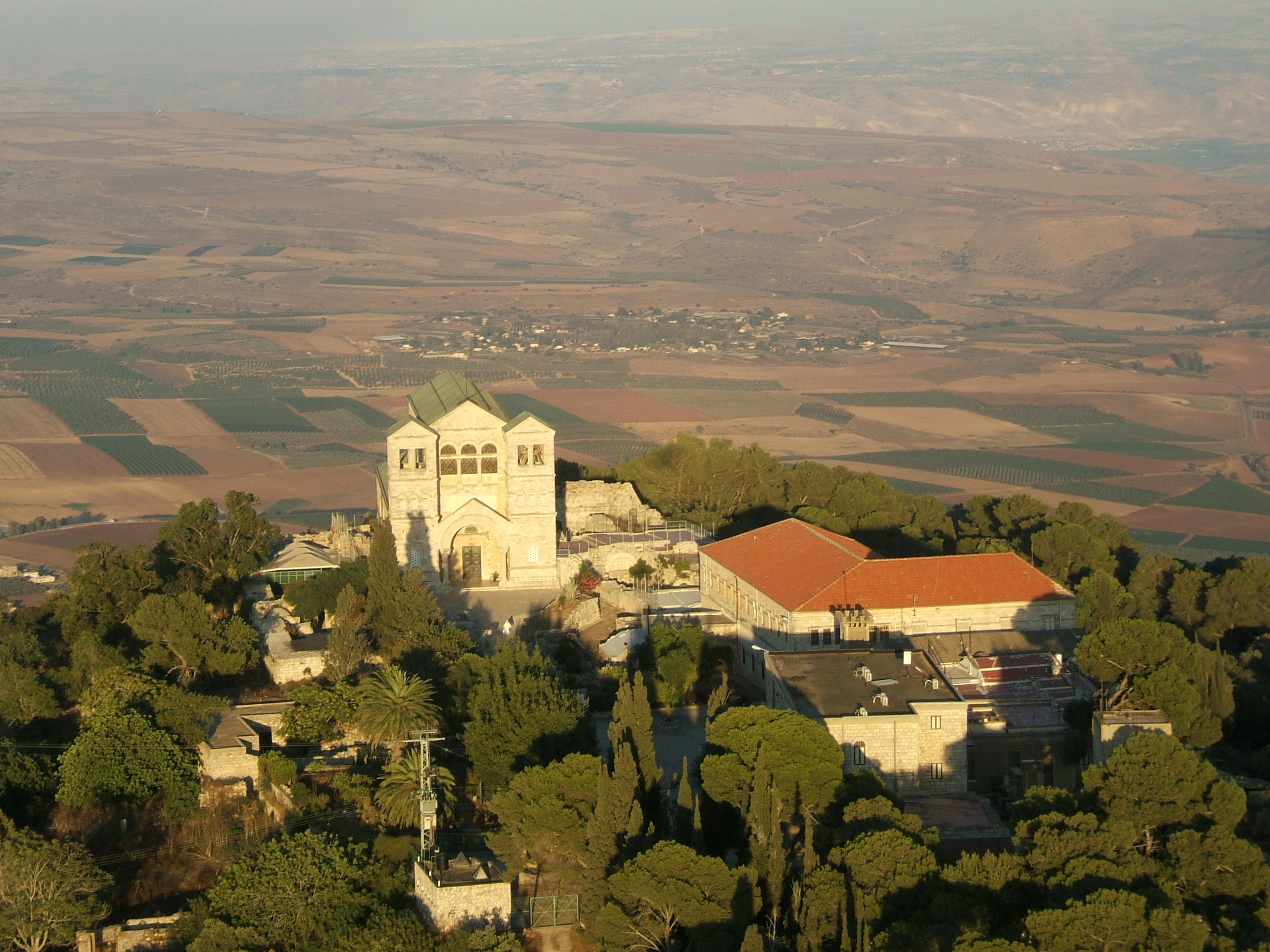
タボル山（ファヴォル山）の現在の姿。

山の名は正教会においては「タボル山（スラヴ語ではファヴォル山）」と伝承されているが、聖書には山の名についての記載は無い。山において、イエス・キリストは預言者とともに語り合いながら光り輝く姿を弟子達に見せたと伝えられる。教会では、この世的な意味でのキリストの勝利（イスラエルの解放）を願う弟子達に対し、自らの受難を予言し続けたキリストが、これから受ける苦難に際して信仰し続ける希望を与えるためにこの奇蹟を行ったと伝えられる。
イコンには光り輝くイエス・キリストのほか、二人の預言者、三人の弟子達が描かれる。
正教会ではこの時のイエス・キリストの光が、ヘシュカスム（静寂主義）の際に放たれる光と同一のものであるとされる。このことに関する神学はグリゴリオス・パラマスによって体系化された。

### 祭日

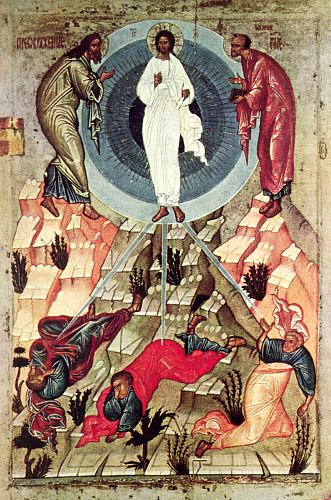
15世紀のノヴゴロドで描かれた、主の顕栄祭のイコン。

各教派に記念する祭・祝日があるが、教派ごとに、記念する祭を指す日本語の訳語は異なる。
- 正教会 - 主の顕栄祭（主の変容祭）
- カトリック教会 - 主の変容（の祝日）
- 聖公会 - 主イエス変容の日

祭日は8月6日である。ユリウス暦を使用する正教会（エルサレム総主教庁、ロシア正教会、グルジア正教会、日本正教会など）においては、2008年現在ではユリウス暦とグレゴリオ暦との間に13日のずれがあるため、グレゴリオ暦の8月19日に祝われることになる。
正教会の主の顕栄祭においては、果物の初物が成聖される習慣がある。

## 芸術作品
イコンのみならず、広範な表現形式によって主の変容は表現されてきた。ラファエロ・サンティが絵画を遺している。また、オリヴィエ・メシアンに、『われらが主イエス・キリストの変容』という合唱作品がある。

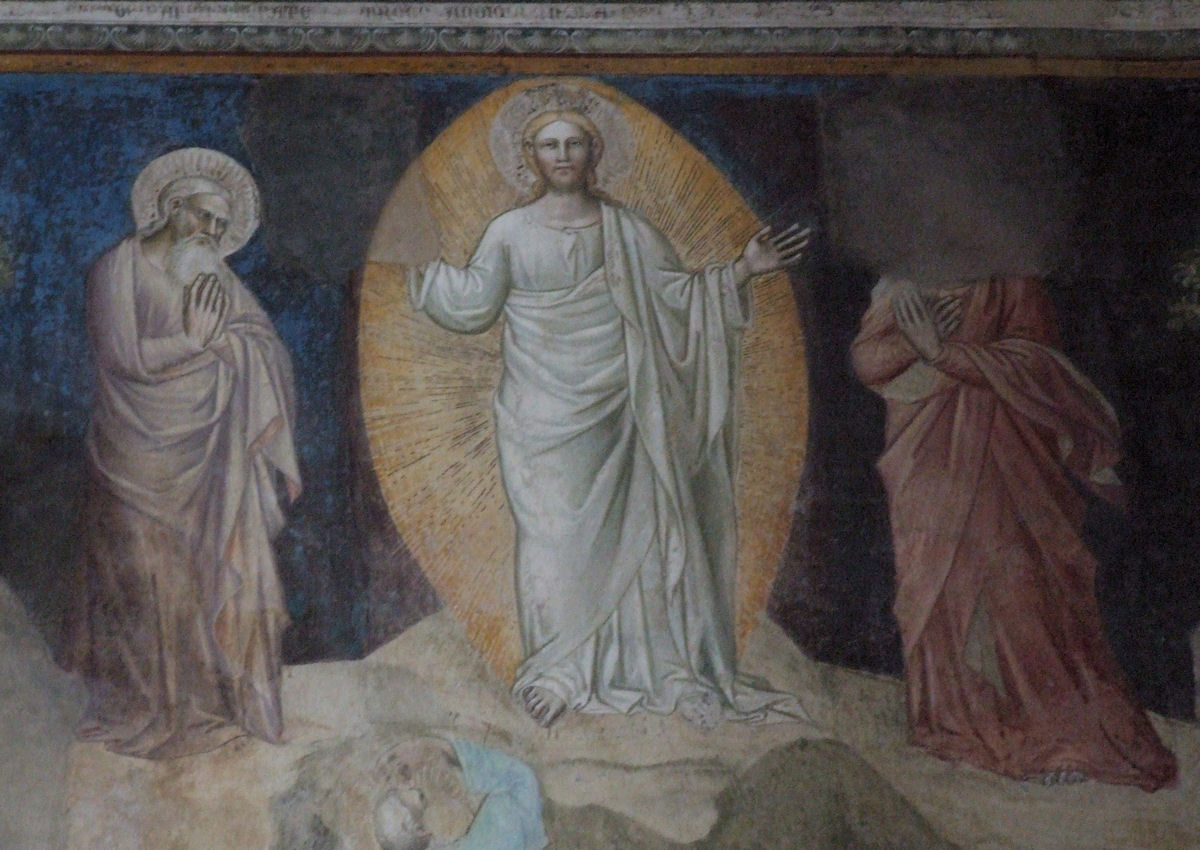
ピストイアの教会にある絵画
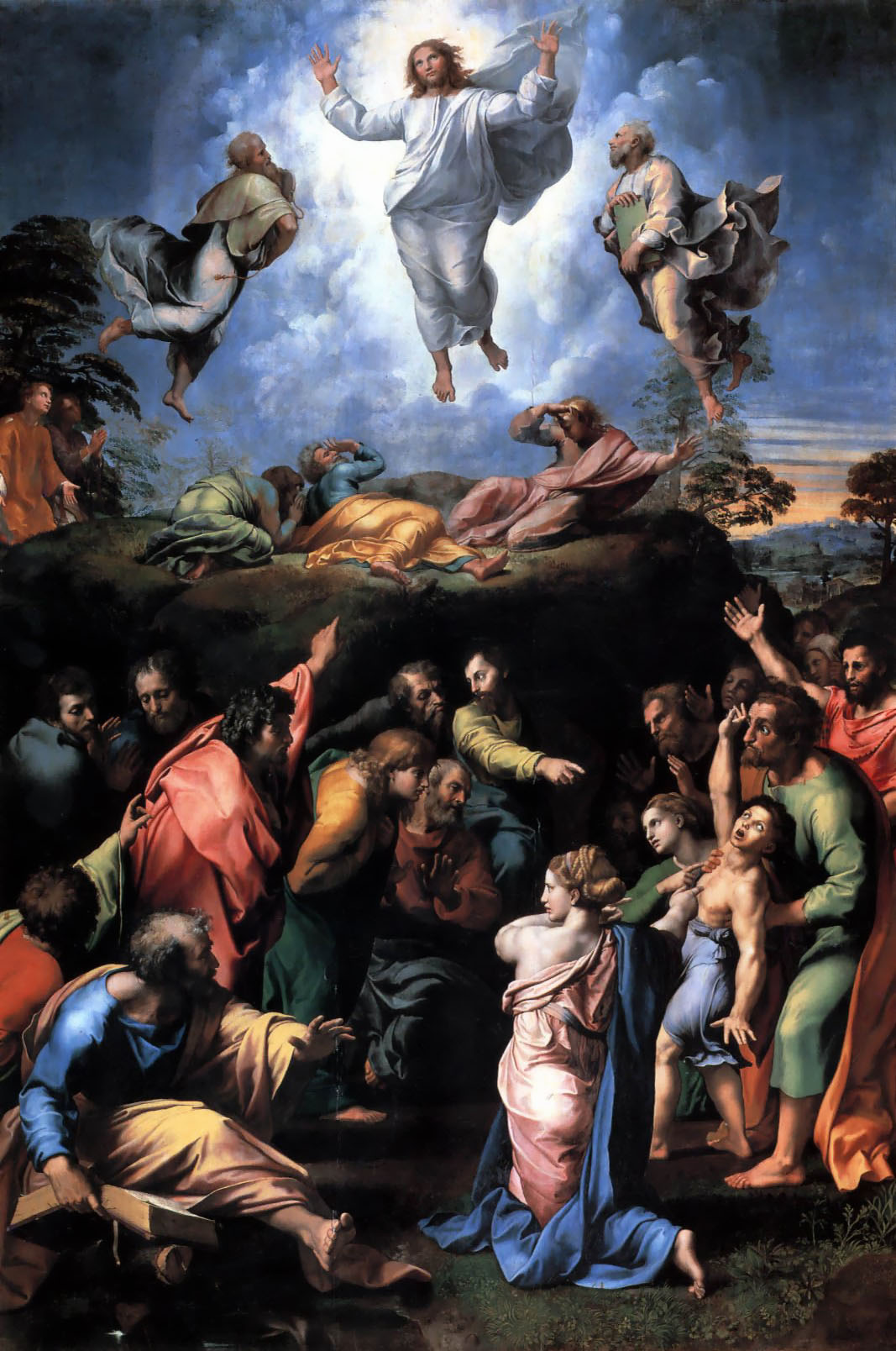
『キリストの変容』 ラファエロ・サンティ（1483-1520、イタリア）
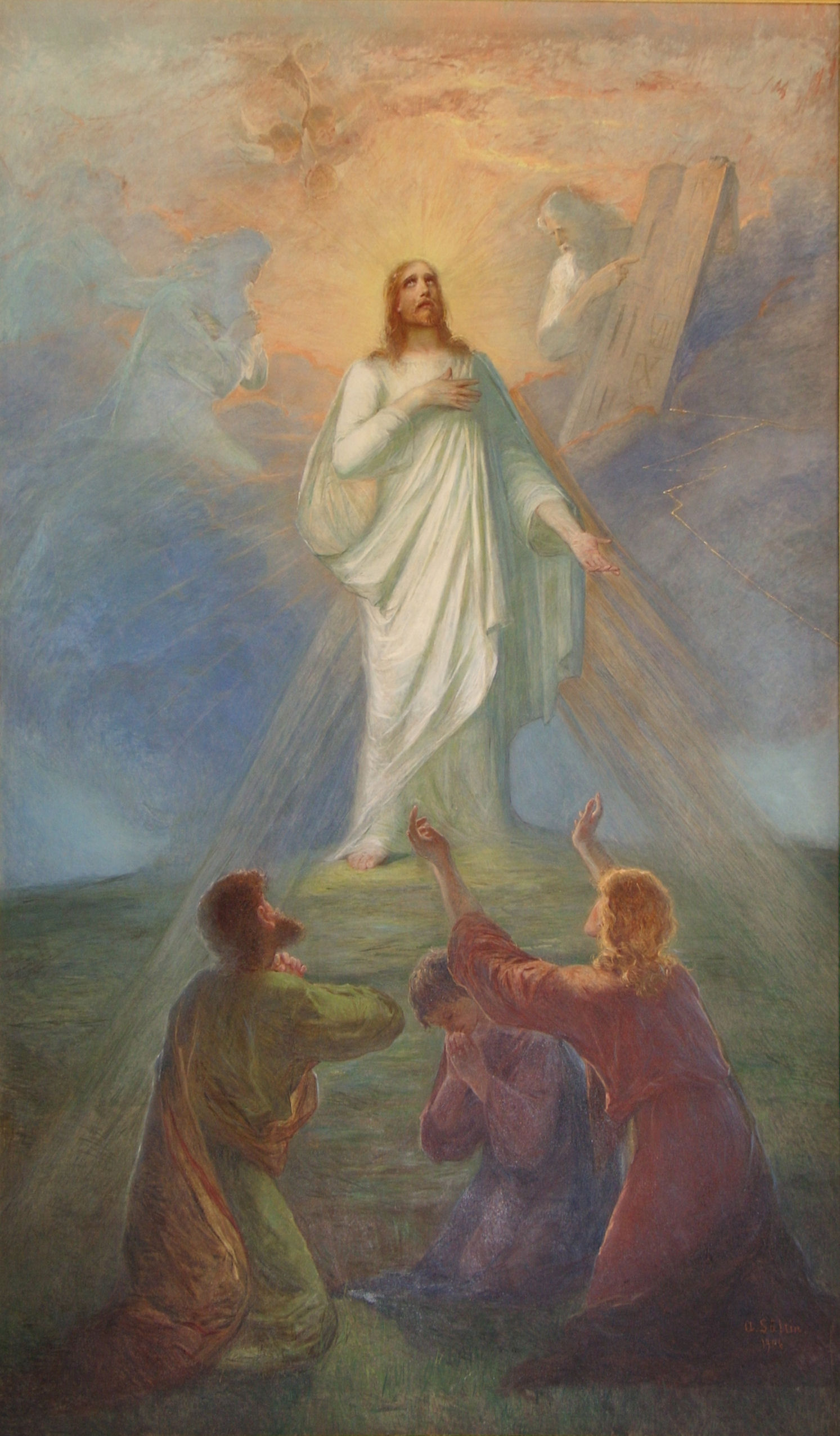
フィンランドの教会にある絵画
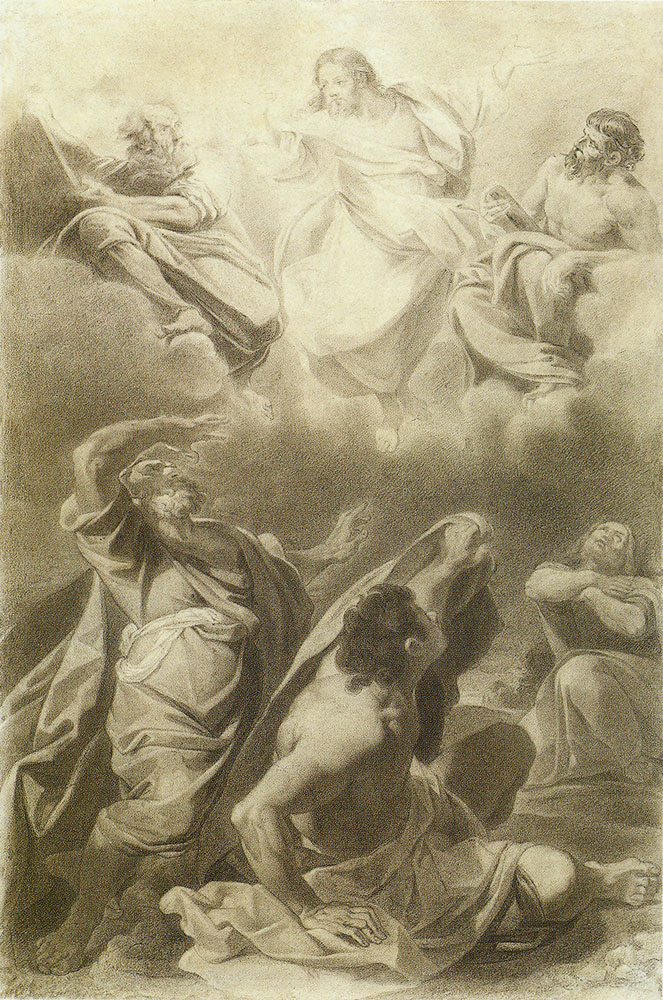
『イイススの変容』 フョードル・イヴァノヴィチ・ヨルダン（1800—1883、ロシア）